# Calle del Doctor Esquerdo
La calle del Doctor Esquerdo es una vía de Madrid que desciende en línea recta y en sentido norte sur desde la plaza de Manuel Becerra hasta la Avenida de la Ciudad de Barcelona. Forma parte del segundo cinturón de circunvalación de la ciudad, junto con las calles Pedro Bosch, Francisco Silvela, Joaquín Costa, Raimundo Fernández Villaverde y la avenida de la Reina Victoria, anillo conocido primitivamente como el Paseo de Ronda. Debe su nombre al médico y político José María Esquerdo y Zaragoza.

## Historia
El cronista Pedro de Répide, escribiendo las primeras páginas de la historia de esta calle, da una relación del conjunto de nuevos edificios «pertenecientes a instituciones benéficas y religiosas», en este orden: asilo de ancianos San Luis Gonzaga atendido por las Hermanitas de los Pobres; colegio para sordomudos y ciegas La Concepción «regido por las terciarias de San Francisco»; y junto a estas instituciones: la iglesia del Sagrado Corazón y una sucursal de la Inclusa y el colegio de la Paz. Asimismo, en el tramo de la manzana entre la calle de Ibiza y la del Doctor Castelo, se levantaron los pabellones para el nuevo hospital de San Juan de Dios, con consulta pública, y el edificio del Museo Anatómico y Patológico, ambos continuando la tradición de la primitiva y original fundación de 1552 hecha por Antón Martín.
En el número 45 se conserva el curioso establecimiento de La Moderna Apicultura, de estilo incalificable.

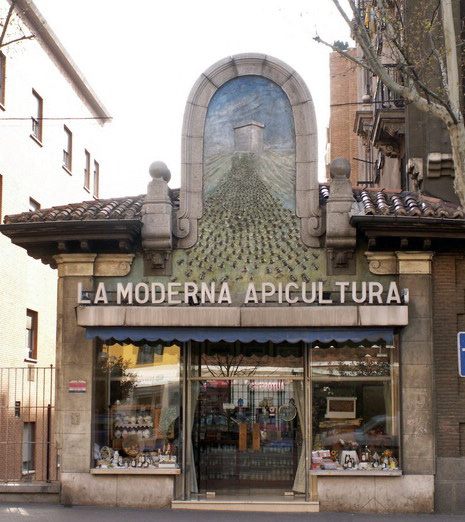
Núm. 45
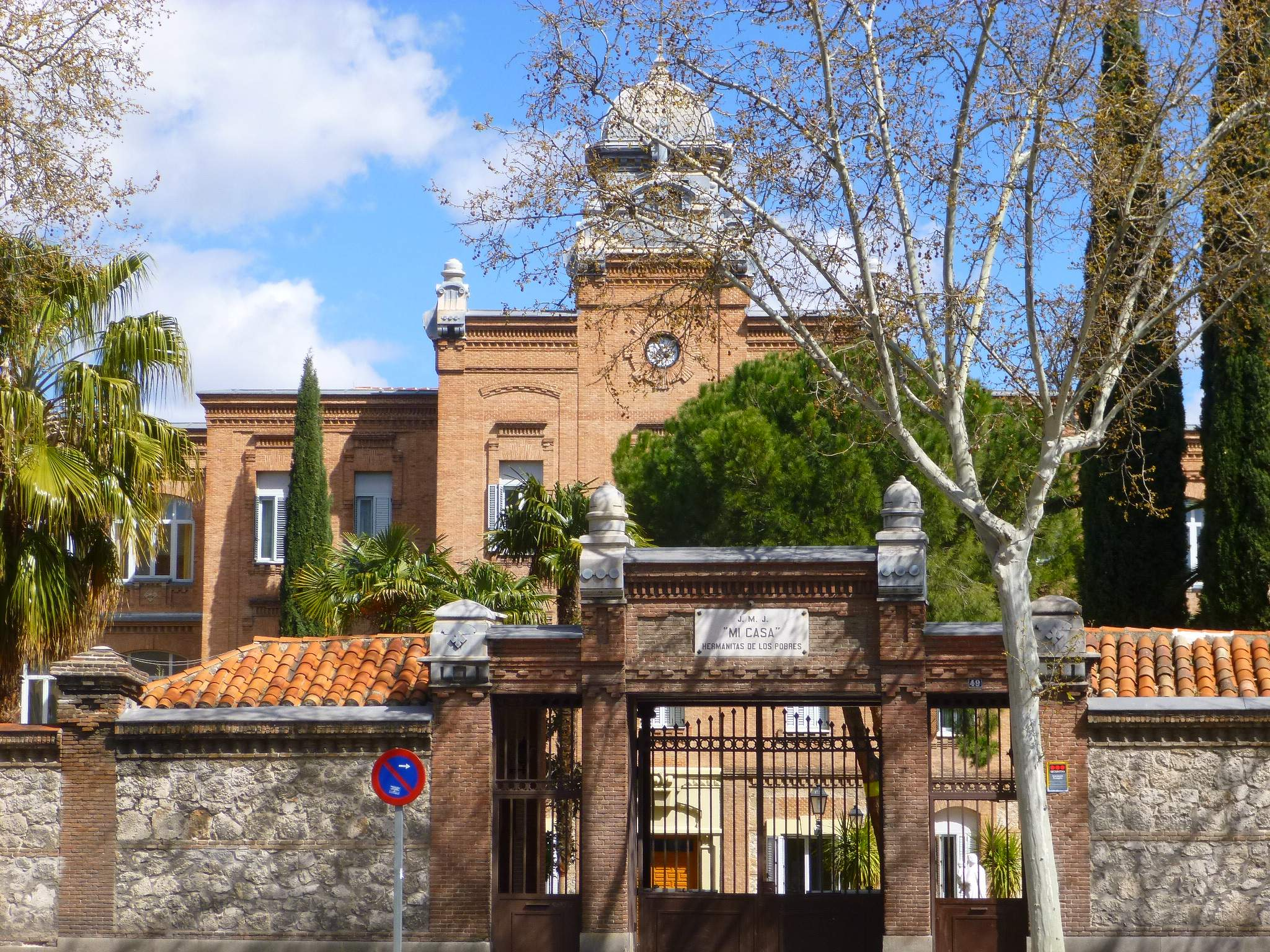
asilo de ancianos San Luis Gonzaga, en el n.º 49
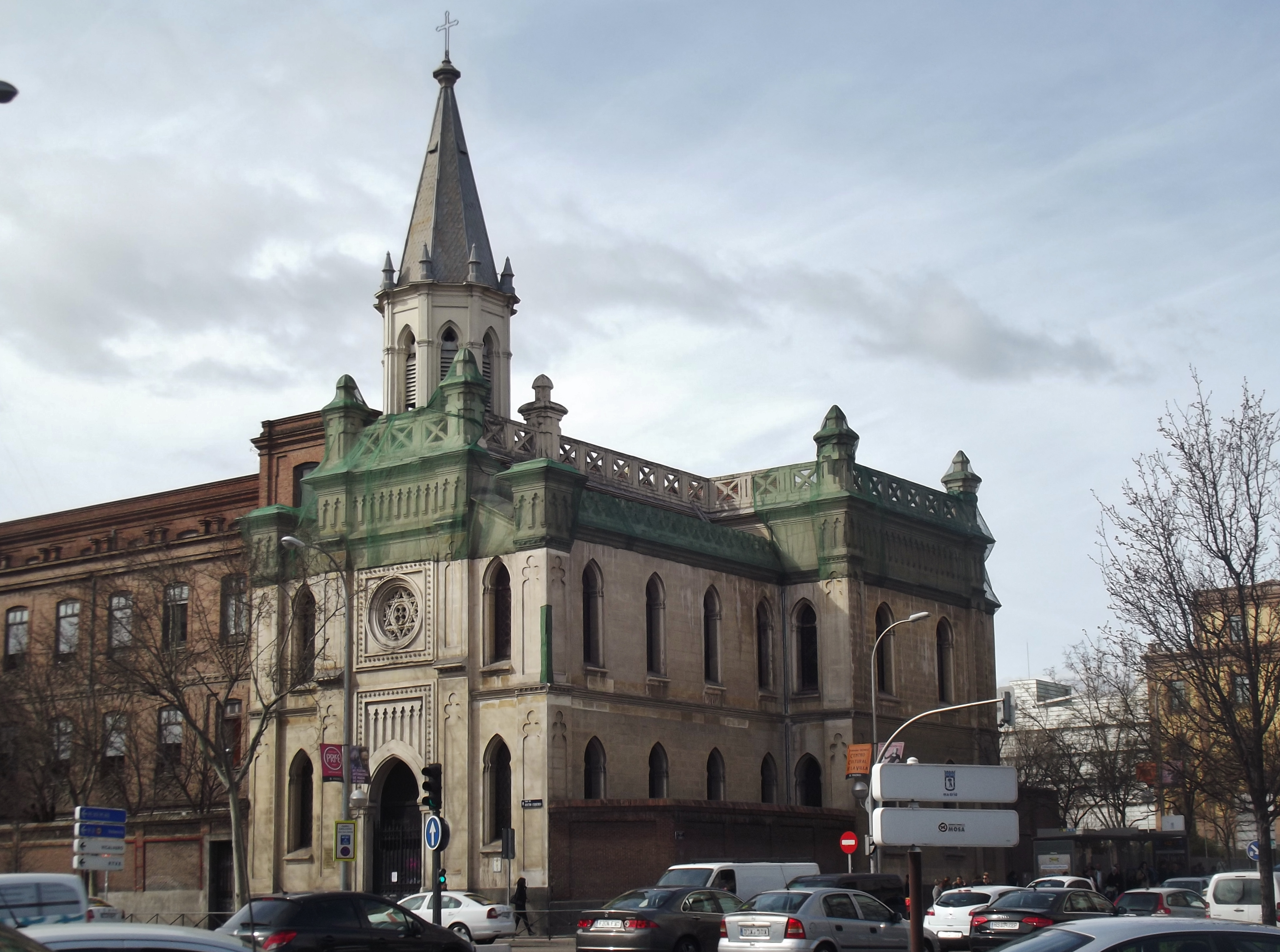
Templo católico, en el n.º 44

## Comunicaciones
| Estaciones de Metro   | Manuel Becerra, O'Donnell, Sainz de Baranda, Conde de Casal y Pacífico |
| Líneas de autobús EMT | 2 10 12 30 32 56 71 143 156 C1 C2 NC1 NC2                              |